# Enter (album de Within Temptation)
Pour les articles homonymes, voir Enter.
Albums de Within Temptation
The Dance
(1998)
Enter est le nom du premier album studio du groupe néerlandais Within Temptation. Son premier morceau, Restless, est sorti en single. Il faut avant tout savoir que cet album se démarque des autres, notamment de par son ambiance assez sombre et lourde. On y retrouve une sonorité plutôt axée vers le metal gothique, ce qui en fait un album difficile d'accès.

## Liste des titres
1. Restless - 6:08
2. Enter - 7:15
3. Pearls of Light - 5:15
4. Deep Within - 4:30
5. Gatekeeper - 6:44
6. Grace - 5:10
7. Blooded (instrumental) - 3:38
8. Candles - 7:07